# Cenophengus pallidus
Cenophengus pallidus is een keversoort uit de familie Phengodidae. De wetenschappelijke naam van de soort is voor het eerst geldig gepubliceerd in 1904 door Schaeffer.